# Гран-Санти
Гран-Санти (фр. Grand-Santi) — коммуна во Французской Гвиане, заморском департаменте Франции, расположена в 72,5 километрах от Сен-Лоран-дю-Марони. Основана 12 ноября 1976 года.

## География
Коммуна расположена на западе Французской Гвианы. Она входит в состав кантона Марипасула и округа Сен-Лоран-дю-Марони. На севере граничит с коммуной Апату, на востоке с коммунами Сен-Лоран-дю-Марони и Мана, на юге с коммуной Папаиштон, на западе с государством Суринам. На территории Гран-Санти находится горный массив Французские горы с максимальной вершиной в 552 метров и гора Котика высотой 730 метров. Климат тропический.
По коммуне протекают реки Лава и Марони, которые являются естественными транспортными артериями. По берегам реки Марони находятся хутора Гаа Каба, Гран-Ситрон, Ана-Конде и Лиони.

## История
В 1930 году территория современной коммуны входила в состав территории Инини, которая в 1946 году была преобразована в район. Сама коммуна Гран-Санти была учреждена в 1953 году в составе кантона Марипасула. В 1968 году был создан муниципальный округ Гран-Санти-Папаиштон-Апату, в следующем году преобразованный в коммуну. В 1976 году из его состава была выделена коммуна Апату, а в 1992 году вследствие разделения коммуны Гран-Санти-Папаиштон на две части появилась коммуна Гран-Санти.

## Население
На 2011 год численность населения коммуны составляла более 5 526 человек. По этническому составу это, прежде всего, лесные негры и мароны, оба народа — потомки беглых рабов-африканцев и эмигранты из Суринама.
| Демографические изменения |      |      |      |      |      |      |      |
| 1961                      | 1967 | 1974 | 1982 | 1990 | 1999 | 2006 | 2011 |
| 696                       | 723  | 1041 | 754  | 1786 | 2862 | 3351 | 5526 |
| Источник                  |      |      |      |      |      |      |      |

## Экономика
Наряду с евро в коммуне к оплате принимаются суринамские доллары и золото, добытое на местных приисках. Население занято в основном в сельском хозяйстве. Из продуктов культивируют маниок, рис и вассаи. Лодочники постоянно курсируют по реке и снабжают местные лавки товаром.